# Hyperbolické funkce

Přímka vedená z počátku protíná hyperbolu v bodě, kde je dvojnásobek plochy vymezené přímkou a osou. Pro body hyperboly pod osou je plocha brána jako záporná.

Jako hyperbolické funkce se v matematice označuje skupina několika funkcí analogicky podobných k funkcím goniometrickým. Základními funkcemi jsou hyperbolický sinus (sinh) a kosinus (cosh), ze kterých je odvozen hyperbolický tangens (tanh), kotangens (coth), sekans (sech) a kosekans (csch). Inverzní funkce k funkcím hyperbolickým se označují jako hyperbolometrické funkce.
Stejně jako sinus a kosinus definují body jednotkové kružnice, hyperbolický sinus a kosinus definují body pravé větve rovnoosé hyperboly. Parametrem těchto funkcí je hyperbolický úhel.
Hyperbolické funkce se často objevují v řešení některých diferenciálních rovnic, nebo např. v rovnici křivky řetězovky.

## Definice hyperbolických funkcí

sinh, cosh a tanh

csch, sech a coth

Hyperbolické funkce jsou definovány následovně:
- Hyperbolický sinus:

{\displaystyle \sinh x={\frac {e^{x}-e^{-x}}{2}}={\frac {e^{2x}-1}{2e^{x}}}}
- Hyperbolický kosinus:

{\displaystyle \cosh x={\frac {e^{x}+e^{-x}}{2}}={\frac {e^{2x}+1}{2e^{x}}}}
- Hyperbolický tangens:

{\displaystyle \tanh x={\frac {\sinh x}{\cosh x}}={\frac {e^{x}-e^{-x}}{e^{x}+e^{-x}}}={\frac {e^{2x}-1}{e^{2x}+1}}}
- Hyperbolický kotangens:

{\displaystyle \coth x={\frac {\cosh x}{\sinh x}}={\frac {e^{x}+e^{-x}}{e^{x}-e^{-x}}}={\frac {e^{2x}+1}{e^{2x}-1}}}
- Hyperbolický sekans:

{\displaystyle \operatorname {sech} \,x=\left(\cosh x\right)^{-1}={\frac {2}{e^{x}+e^{-x}}}={\frac {2e^{x}}{e^{2x}+1}}}
- Hyperbolický kosekans:

{\displaystyle \operatorname {csch} \,x=\left(\sinh x\right)^{-1}={\frac {2}{e^{x}-e^{-x}}}={\frac {2e^{x}}{e^{2x}-1}}}
kde e je Eulerovo číslo.
Hyperbolické funkce mohou být také definovány pomocí imaginárního úhlu:
- Hyperbolický sinus:

{\displaystyle \sinh x=-{\rm {i}}\sin {\rm {i}}x\!}
- Hyperbolický kosinus:

{\displaystyle \cosh x=\cos {\rm {i}}x\!}
- Hyperbolický tangens:

{\displaystyle \tanh x=-{\rm {i}}\tan {\rm {i}}x\!}
- Hyperbolický kotangens:

{\displaystyle \coth x={\rm {i}}\cot {\rm {i}}x\!}
- Hyperbolický sekans:

{\displaystyle \operatorname {sech} \,x=\sec {{\rm {i}}x}\!}
- Hyperbolický kosekans:

{\displaystyle \operatorname {csch} \,x={\rm {i}}\,\csc \,{\rm {i}}x\!}
kde i je imaginární číslo definované jako i2 = −1.
Tyto komplexní tvary jsou odvozeny z Eulerova vzorce.

## Užitečné vztahy
Sudost
{\displaystyle \cosh(-x)=\cosh x\,\!}
{\displaystyle \operatorname {sech} (-x)=\operatorname {sech} \,x\,\!}
Lichost
{\displaystyle \sinh(-x)=-\sinh x\,\!}
{\displaystyle \tanh(-x)=-\tanh x\,\!}
{\displaystyle \coth(-x)=-\coth x\,\!}
{\displaystyle \operatorname {csch} (-x)=-\operatorname {csch} \,x\,\!}
Hyperbolický sinus a kosinus splňují podmínku:
{\displaystyle \cosh ^{2}x-\sinh ^{2}x=1\,}
a podobně:
{\displaystyle \tanh ^{2}x=1-\operatorname {sech} ^{2}x}
{\displaystyle \coth ^{2}x=1+\operatorname {csch} ^{2}x}

## Derivace
{\displaystyle {\frac {d}{dx}}\sinh x=\cosh x\,}
{\displaystyle {\frac {d}{dx}}\cosh x=\sinh x\,}
{\displaystyle {\frac {d}{dx}}\tanh x=1-\tanh ^{2}x={\hbox{sech}}^{2}x=1/\cosh ^{2}x\,}
{\displaystyle {\frac {d}{dx}}\coth x=1-\coth ^{2}x=-{\hbox{csch}}^{2}x=-1/\sinh ^{2}x\,}
{\displaystyle {\frac {d}{dx}}\ {\hbox{csch}}\,x=-\coth x\ {\hbox{csch}}\,x\,}
{\displaystyle {\frac {d}{dx}}\ {\hbox{sech}}\,x=-\tanh x\ {\hbox{sech}}\,x\,}
{\displaystyle {\frac {d}{dx}}\,\operatorname {arsinh} \,x={\frac {1}{\sqrt {x^{2}+1}}}}
{\displaystyle {\frac {d}{dx}}\,\operatorname {arcosh} \,x={\frac {1}{\sqrt {x^{2}-1}}}}
{\displaystyle {\frac {d}{dx}}\,\operatorname {artanh} \,x={\frac {1}{1-x^{2}}}}
{\displaystyle {\frac {d}{dx}}\,\operatorname {arcsch} \,x=-{\frac {1}{\left|x\right|{\sqrt {1+x^{2}}}}}}
{\displaystyle {\frac {d}{dx}}\,\operatorname {arsech} \,x=-{\frac {1}{x{\sqrt {1-x^{2}}}}}}
{\displaystyle {\frac {d}{dx}}\,\operatorname {arcoth} \,x={\frac {1}{1-x^{2}}}}

## Standardní integrály
Pro kompletní seznam integrálů přejděte na Seznam integrálů hyperbolických funkcí.
{\displaystyle \int \sinh ax\,dx=a^{-1}\cosh ax+C}
{\displaystyle \int \cosh ax\,dx=a^{-1}\sinh ax+C}
{\displaystyle \int \tanh ax\,dx=a^{-1}\ln(\cosh ax)+C}
{\displaystyle \int \coth ax\,dx=a^{-1}\ln(\sinh ax)+C}
{\displaystyle \int {\frac {du}{\sqrt {a^{2}+u^{2}}}}=\sinh ^{-1}\left({\frac {u}{a}}\right)+C}
{\displaystyle \int {\frac {du}{\sqrt {u^{2}-a^{2}}}}=\cosh ^{-1}\left({\frac {u}{a}}\right)+C}
{\displaystyle \int {\frac {du}{a^{2}-u^{2}}}=a^{-1}\tanh ^{-1}\left({\frac {u}{a}}\right)+C;u^{2}<a^{2}}
{\displaystyle \int {\frac {du}{a^{2}-u^{2}}}=a^{-1}\coth ^{-1}\left({\frac {u}{a}}\right)+C;u^{2}>a^{2}}
{\displaystyle \int {\frac {du}{u{\sqrt {a^{2}-u^{2}}}}}=-a^{-1}\operatorname {sech} ^{-1}\left({\frac {u}{a}}\right)+C}
{\displaystyle \int {\frac {du}{u{\sqrt {a^{2}+u^{2}}}}}=-a^{-1}\operatorname {csch} ^{-1}\left|{\frac {u}{a}}\right|+C}
kde C je integrační konstanta.